# Coelidium parvifolium
Coelidium parvifolium là một loài thực vật có hoa trong họ Đậu. Loài này được (Thunb.) Druce mô tả khoa học đầu tiên.